# Høyre
Prawica (Høyre lub H, Norweska Partia Konserwatywna) – norweska partia prawicowa. Założona w 1884, jest drugą pod względem długości funkcjonowania norweską partią polityczną. Obecnie partii przewodniczy Erna Solberg (sprawuje to stanowisko od 2004 roku).

## Historia i ideologia
Konserwatywna Partia Norwegii została założona w 1884 roku, a jej pierwszym przewodniczącym był Emil Stang. Obecnie Høyre jest drugą co do wielkości partią opozycyjną w norweskim parlamencie. Opowiada się za zliberalizowaniem polityki fiskalnej, propagując obniżenie podatków i zmniejszenie interwencji rządu w sprawy gospodarki; deklaruje się jako „konserwatywna partia progresu”. W sprawach społecznych partia przejawia jeszcze bardziej liberalne podejście, popierając prawo do adopcji dzieci przez pary osób tej samej płci. Høyre opowiada się także za wstąpieniem Norwegii do Unii Europejskiej.

## Członkowie
Kierownictwo partii twierdzi, iż Høyre liczy sobie 67 tys. zarejestrowanych członków, zorganizowanych w 600 lokalnych oddziałach partyjnych. Około 15 tys. członków bierze aktywny udział w życiu partyjnym. Rada Centralna partii zbiera się siedem razy do roku, aby odbyć dyskusje nad tak ważnymi kwestiami jak budżet, sprawy organizacyjne czy program partyjny.

## Wyniki wyborcze 1961-2021
| Rok  | % głosów |
| ---- | -------- |
| 1961 | 19,3%    |
| 1965 | 20,3%    |
| 1969 | 18,8%    |
| 1973 | 17,2%    |
| 1977 | 24,5%    |
| 1981 | 31,8%    |
| 1985 | 30,4%    |
| 1989 | 22,2%    |
| 1993 | 17,0%    |
| 1997 | 14,3%    |
| 2001 | 21,2%    |
| 2005 | 14,1%    |
| 2009 | 17,2%    |
| 2013 | 26,8%    |
| 2017 | 25,1%    |
| 2021 | 20,4%    |

## Liderzy partii
- Emil Stang, 1884-1889
- Christian Schweigaard, 1889-1891
- Emil Stang, 1891-1893
- Christian Schweigaard, 1893-1896
- Emil Stang, 1896-1899
- Francis Hagerup, 1899-1902
- Ole Skattebøl, 1902-1905
- Edm. Harbitz, 1905-1908
- Fredrik Stang, 1908-1911
- Jens Bratlie, 1911-1919
- Otto Bahr Halvorsen, 1919-1923
- Ivar Lykke, 1923-1928
- Carl Joachim Hambro, 1928-1934
- Johan Andresen, 1934-1937
- Ole Ludvig Bærøe, 1937-1940
- Arthur Nordlie, 1945
- Carl Joachim Hambro, 1945-1954
- Alv Kjøs, 1954-1962
- Sjur Lindebrække, 1962-1970
- Kåre Willoch, 1970-1974
- Erling Norvik, 1974-1980
- Jo Benkow, 1980-1984
- Erling Norvik, 1984-1986
- Rolf Presthus, 1986-1988
- Kaci Kullmann Five, 1988
- Jan P. Syse, 1988-1991
- Kaci Kullmann Five, 1991-1994
- Jan Petersen, 1994-2004
- Erna Solberg, 2004-[6]